# Nexus 5X
Nexus 5X (кодовое имя Bullhead, модельные номера — H790, H791, также известный как LG Nexus 5X, Google Nexus 5X) — смартфон из линейки Google Nexus 2015 года, работающий под управлением операционной системы Android.
Устройство было разработано совместными усилиями компаний LG Electronics и Google Inc. Первый смартфон, работающий на операционной системе Android версии 6.0 Marshmallow. Анонс смартфона состоялся 29 сентября 2015 года.

## Внешнее оформление
Корпус смартфона произведён из поликарбоната чёрного, белого или голубого цвета, вес устройства составил 136 граммов при габаритах 147 x 72,6 × 7.9 мм.
Передняя панель и дисплей диагональю 5,2 дюйма защищены стеклом Corning Gorilla Glass 3 с олеофобным покрытием.
На задней крышке смартфона сверху по центру располагается выступающий глазок камеры, слева от неё двухцветная светодиодная вспышка. Под камерой располагается круглый сканер отпечатков пальцев, под которым напечатан расположенный вертикально логотип серии Nexus, прямо под ним — логотип компании LG.
На нижней грани по центру расположен разъём USB Type-C, справа от него — разъём наушников. Из физических клавиш аппарат имеет качель управления громкостью и кнопку включения с правой стороны. На левой стороне расположен слот для nano-SIM, открывающийся специальным ключом, идущим в комплекте с устройством.

## Аппаратное обеспечение
Nexus 5X построен на базе 64-битной системы на чипе Qualcomm Snapdragon 808. SoC интегрируется 6 процессорными ядрами (2 ядра Cortex-A57 и 4 ядра Cortex-A53), видеопроцессором Adreno 418. Устройство имеет 2 Гб оперативной памяти и 16 или 32 Гб постоянной NAND флэш-памяти.
Nexus 5X имеет две модификации: H790 и H791, каждая из которых поддерживают передачу данных по стандарту 2G GSM, GPRS и EDGE на частотах 850, 900, 1800 и 1900 МГц.
- Международная версия с кодом LGE H791 поддерживает 3G WCDMA на полосах частот 1, 2, 4, 5, 6, 8, 9, 19 и 4G LTE на полосах частот 3, 7, 20.
- Североамериканский вариант с кодом LGE H790 поддерживает CDMA на полосах частот 0, 1, 10, 3G WCDMA на тех же полосах, что и H791, за исключением полос 6, 9 и 19 и 4G LTE на частотах 1, 2, 3, 4, 5, 7, 12, 13, 17, 20, 25, 26, 29, 41.

Основная камера представлена датчиком: Sony IMX 377.

## Программное обеспечение
Оригинальная версия Nexus 5X поставляется с предустановленным Android 6.0.
Программная поддержка Nexus 5X прекратилась в декабре 2017 года. Однако на странице официальной помощи Google сообщается, что обновления безопасности не гарантируются после ноября 2018. Обновление октября 2018 вышло как Android 8.1.0, номер сборки: OPM7.181105.004.
Несмотря на то, что последнее обновление системы безопасности должно быть в ноябре 2018 года, вышло декабрьское обновление системы безопасности. Номер сборки OPM7.181205.001, которое являлось последним обновлением системы безопасности. Поддержка прекращена.

## Продажи
В США, Канаде, Великобритании, Ирландии, Индии, Корее и Японии продажи стартовали 19 октября 2015 года. Продажи в России стартовали 9 ноября 2015 года.